# Costi Gurgu
Costi Gurgu (n. 1 aprilie 1969, Constanța) este un scriitor român de literatură științifico-fantastică.
A debutat în 1993 cu povestirea „Minunata Caoara”, în Jurnalul SF. A publicat peste 30 de scrieri literare în reviste, almanahuri  (în Almanahul Anticipația din 1997 și 1999-2000, Almanahul Nautilus 2001) și antologii. Are povestiri publicate și în limba engleză: Hologram Tales (în Anglia), Quantum Muse (în Statele Unite), Tesseracts 17 (Canada), The Mammoth Book of Dieselpunk (USA), Dark Horizons (USA), Street Magick (USA), Water (Canada), Alice Unbound (Canada) The Third Science Fiction MEGAPACK®: 26 Modern and Classic Science Fiction Tales (USA), Ages of Wonder (Canada). A primit Marele premiu la Colocviul "Dincolo și dincoace de mainstream", Călărași în 1999 și premiul II la concursul Nemira 1994, pentru romanul Rețetarium publicat în 2006. A fost nominalizat la Premiul Aurora (premiu canadian de science fiction) pentru romanul RecipeArium  în 2018. A primit premiile Book Excellence Award, Typesmith Writer's Award si The International Impact Book Award pentru romanul Green Corrosion.
Volumul Ciuma de sticlă a câștigat Premiul Vladimir Colin.

## Lucrări scrise
- Hologram Tales, 1996
- Ciuma de sticlă, ProLogos, 2000. Conține povestirile „Ciuma de sticlă”,  „Minunata Caoara” și „Focul”,  „Coroziunea” și „Coroziunea roz”.[10][11]
- Rețetarium, Editura Tritonic, București, 2006
- Kult: Radharc, Millennium Books, 2006 (antologie de Costi Gurgu, Bogdan-Tudor Bucheru, Ana-Maria Negrilă și Jean-Lorin Sterian)
- Cronici de la Capătul Pământului, Millennium Books, 2011

- RecipeArium , White Cat Publications, 2018. Versiunea în engleză a romanului Rețetarium.
- Servitude, KULT Books, Toronto, 2022
- Green Corrosion (Book 1 in the Corrosion series), KULT Books, Toronto, 2023
- Pink Corrosion (Book 2 in the Corrosion series), KULT Books, Toronto, 2024

## Legături externe
- Site-ul oficial
- Costi Gurgu la goodreads.com

## Vezi și
- Lista scriitorilor români de literatură științifico-fantastică